# Narječje
Narječje u jezikoslovlju označava grupu dijalekata sa zajedničkim obilježjima. Narječje je termin koji se koristi u slavenskoj dijalektologiji (ruski наречие, slovenski narečje) dok se u drugim dijalektološkim tradicijama termin koristi opisno, kao grupa dijalekata (engleski dialect group).
Narječje je u hijerarhiji podređeno jeziku, koji se može sastojati od više narječja kao što je to primjer u hrvatskom jeziku.. Narječje je također nadređeno individualnim dijalektima, odnosno grupama mjesnih govora.
Narječje treba razlikovati od:
- sociolekta - govori određene društvene grupe
- standardnog jezika - kodificirani oblik jezika koji se rabi u pisanoj komunikaciji i u javnim medijima
- žargona - terminologija neke struke
- dijalekta - jedno narječje se sastoji od više dijalekata

## Hrvatska narječja
U hrvatskom jeziku postoje tri narječja.
- čakavsko
- kajkavsko
- štokavsko